# Shirabad (Afeganistão)
Shirabad é uma cidade do Afeganistão, localizada na província de Balkh.